# Scottish World Invitation Tournament 1956
Das Scottish World Invitation Tournament 1956 im Badminton fand vom 22. bis zum 25. März 1956 in Glasgow statt.

## Finalergebnisse
| Disziplin    | Sieger                                 | Finalist                   | Ergebnis           |
| ------------ | -------------------------------------- | -------------------------- | ------------------ |
| Herreneinzel | Joe Alston                             | Ferry Sonneville           | 15-2, 13-15, 15-12 |
| Herrendoppel | Jørgen Hammergaard Hansen Finn Kobberø | Ooi Teik Hock Ong Poh Lim  | 15-7, 15-9         |
| Damendoppel  | Margaret Varner Lois Alston            | June Timperley Iris Rogers | 15-8, 15-12        |
| Mixed        | Finn Kobberø Marjory B. Forrester      | Joe Alston Lois Alston     | 15-10, 15-7        |